# HVAR (ロケット弾)
HVARは、第二次世界大戦と朝鮮戦争でアメリカ合衆国が、第一次インドシナ戦争でフランスが運用した空対地ロケット弾である。
名称のHVARは高速航空ロケット（High Velocity Aircraft Rocket）の略で、愛称はHoly Moses。

## 概要
推力不足で低速だった5インチ FFAR（Forward Firing Aircraft Rocket）ロケット弾の改良型として開発された。また、大型版としてタイニー・ティムロケット弾が製造された。主に戦車、列車、バンカーに対して用いられた。
第二次世界大戦中には二つの異なるバージョンが製造された。一方は弾底信管と先端信管を備えた多目的弾で、もう一方は先端信管だけの半徹甲弾である。第二次大戦後は近接信管と成型炸薬弾頭を備えた対戦車用の新型が開発された。
直径は127mm、21kgの高性能炸薬弾頭を内蔵していた。最高速度は秒速425mで射程は約4.83km。
合計で100万発以上ものHVARが生産された。生産終了は1955年。